# Белишова, Лири
Лири Белишова (алб. Liri Belishova; 14 октября 1926, Белишова, Малакастра — 23 апреля 2018, Тирана) — албанская коммунистка, видный политический деятель НРА, член Политбюро ЦК АПТ. Репрессирована за поддержку Хрущёвской оттепели. Реабилитирована после падения коммунистического режима.

## Коммунистическая активистка
Родилась в семье крупного землевладельца и националистического политика. Окончила в Тиране привилегированный Педагогический институт королевы-матери. Училась вместе с Неджмие Джуглини (Ходжа) и Фикирете Санджактари (Шеху). Осваивала также профессию медсестры.
С юности Лири Белишова прониклась идеями коммунизма. Большое идейное влияние на неё оказала роман Максима Горького Мать. C 1940 примыкала к молодёжной коммунистической организации. В 1943 вступила в Коммунистическую партию Албании (КПА; с 1948 — Албанская партия труда, АПТ). Была секретарём Совета антифашистской молодёжи, присоединилась к Национально-освободительной армии. В июле участвовала в демонстрации против итальянских оккупантов, лишилась глаза в результате уличного столкновения.
Была вывезена на лечение в Бари, затем находилась в Польше. Вернулась в Албанию в 1945, после окончания Второй мировой войны.

## Партийный деятель

### Лидер коммунистической молодёжи. Первый конфликт с руководством
В ноябре 1944 КПА пришла к власти в Албании. Лири Белишова была председателем организации Shqipërisë e Rinisë Popullore — Народная молодёжь Албании. Представляла Албанию на международных молодёжных конгрессах. Она вполне разделяла сталинистскую идеологию партии, поддерживала политику первого секретаря ЦК КПА Энвера Ходжи. Считалась чрезвычайно амбициозным политиком.
Однако Белишова возражала против ориентации на Югославию Иосипа Броз Тито, характерной для первых лет правления КПА. Лири Белишову возмущало, когда Энвер Ходжа называл эмиссара Тито Миладина Поповича своим учителем, указания которого должны беспрекословно выполняться Компартией Албании. Её первый муж Нако Спиру, министр экономики НРА, так характеризовал себя, жену и единомышленников как людей, которые «не подставляют покорно голову под югославский кулак». Они готовы были противостоять югославской экспансии и стремились к обретению Албанией Косово.
Политические разногласия с Энвером Ходжей и Кочи Дзодзе грозили обернуться жёсткими оргвыводами. В ноябре 1947 Нако Спиру покончил с собой (такова официальная версия). Лири Белишова была снята со всех постов и выслана из Тираны в Берат, где работала учительницей.

### Член Политбюро, секретарь по идеологии
В советско-югославском конфликте 1948 Энвер Ходжа безоговорочно поддержал сталинский СССР против титовской ФНРЮ. Тесно связанный с Белградом Кочи Дзодзе был арестован и повешен. Эти перемены привели к реабилитации единомышленников Нако Спиру.
Лири Белишова была возвращена в Тирану и введена в состав Политбюро ЦК АПТ. Являлась одним из секретарей ЦК. 20 февраля 1951 Белишова участвовала в заседании Политбюро, на котором единогласно было принято решение о внесудебных казнях деятелей антикоммунистической оппозиции.
В 1952—1954 Лири Белишова находилась в Москве, обучалась в Институте марксизма-ленинизма. 9 марта 1953 присутствовала на похоронах Сталина.
Вернувшись в Албанию, Лири Белишова курировала в ЦК АПТ вопросы идеологии. В 1958—1961 являлась секретарём президиума Народного собрания.

### Сторонница Хрущёвской оттепели. Второй конфликт с руководством
В руководстве АПТ Лири Белишова принадлежала к группе просоветской ориентации. Она во многом пересмотрела прежние сталинистские позиции, с энтузиазмом поддерживала Хрущёвскую оттепель и выступала за её распространение на Албанию. Была сторонницей Тука Яковы — лидера реформистской группы, в которую входили также Бедри Спахиу, Дали Ндреу, Лири Гега, Панайот Плаку. Однако сторонники «оттепели» потерпели жестокий разгром в ходе «Обманувшей весны» 1956.
После XX съезда КПСС Энвер Ходжа быстро отдалялся от СССР и устанавливал союзные отношения с маоистским Китаем. Лири Белишова была убеждённой противницей этого курса. Её поддерживали муж Мако Чомо, министр сельского хозяйства НРА, и крупный албанский дипломат Кочо Ташко.
В 1960 Лири Белишова посетила Пекин в составе партийно-правительственной делегации во главе с Хаджи Леши. Встреча с Чжоу Эньлаем, Дэн Сяопином, Лю Шаоци убедила Белишову в антисоветизме и милитаризме руководства КПК, о его готовности к новой мировой (ядерной) войне. Свои впечатления Белишова передала в Москву.
Одновременно с визитом албанской делегации в Китай в Бухаресте проходило международное совещание коммунистических партий. АПТ представлял Хюсни Капо, полностью поддерживавший политику Энвера Ходжи. Получив информацию о переговорах в Пекине, Капо представил Ходже позицию Белишовой в самом негативном ключе (она действительно сильно расходилась с курсом Ходжи). Вскоре состоялось заседание Политбюро ЦК АПТ, на котором Лири Белишова была обвинена в антипартийной линии и сговоре с Никитой Хрущёвым с целью устранения Энвера Ходжи.

Из албанских партийных документов той поры: «Хрущёвское советское руководство попыталось „взять крепость изнутри“. С этой целью оно подвергло обработке и поставило себе на службу Лири Белишову и Кочо Ташко. Взгляды и поведение этих двух врагов находились в открытой оппозиции к правильной линии, которую наша партия проводила по отношению к советскому руководству во главе с Хрущёвым».

Лири Белишова была отстранена от всех партийных постов. Другие члены делегации получили лишь выговоры за «политическую малограмотность».

## Репрессированная
В 1961 Лири Белишова была арестована Сигурими. Вначале она была направлена в тюрьму Гирокастры, затем около 30 лет была интернирована в различных районах Албании. Дольше всего Белишова находилась в Церрике. Работала учительницей. Мако Чомо был заключён в тюрьму. Дочь Дрита Чомо умерла от тяжёлой болезни (впоследствии она стала известна как поэтесса).
Лири Белишова никогда не признавала своей вины, о чём сообщала в письмах, адресованных Энверу Ходже.

## После освобождения
В 1990 в Албании начались массовые выступления, приведшие к падению коммунистического режима. Лири Белишова была реабилитирована и вернулась в Тирану. Активно участвовала в ветеранском движении. Поддерживала дружеские отношения с генералом Рахманом Парлаку.
В исторических воспоминаниях она осуждала Энвера Ходжу и Мехмета Шеху за властолюбие, жестокость, догматизм (Ходжу — отдельно за подчинение югославским интересам в 1941—1948 годах). В то же время она отдавала должное Шеху как государственному деятелю, сумевшему укрепить независимую албанскую государственность. Так же неоднозначны — хотя в целом отрицательны — были её оценки Ахмета Зогу. Негативно отзывалась Лири Белишова о Неджмие Ходже, которую вообще не считала самостоятельной фигурой и не рассматривала отдельно от её мужа.
Лири Белишова стала одним из немногих политиков АПТ, принесших извинения албанскому народу за жестокости коммунистического режима. Главной виной КПА/АПТ она считала замену борьбы за освобождение борьбой за диктатуру. Основными своими принципами Лири Белишова называла девиз Французской революции: «Свобода, равенство, братство».
Скончалась Лири Белишова в возрасте 91 года.